# (3581) Alvarez
(3581) Alvarez es un asteroide que forma parte del grupo de los asteroides que cruzan la órbita de Marte y fue descubierto por Carolyn Jean S. Shoemaker el 23 de abril de 1985 desde el observatorio del Monte Palomar, Estados Unidos.

## Designación y nombre
Alvarez recibió al principio la designación de 1985 HC.
Más tarde, en 1988, se nombró en honor del físico estadounidense Luis Walter Alvarez (1911-1988).

## Características orbitales
Alvarez orbita a una distancia media del Sol de 2,774 ua, pudiendo alejarse hasta 3,905 ua y acercarse hasta 1,642 ua. Tiene una inclinación orbital de 28,8 grados y una excentricidad de 0,4079. Emplea 1687 días en completar una órbita alrededor del Sol.

## Características físicas
La magnitud absoluta de Alvarez es 12,2 y el periodo de rotación de 33,42 horas. Está asignado al tipo espectral B de la clasificación SMASSII.